# Linares (Nuevo León)
Pour les articles homonymes, voir Linares.
Linares est une commune mexicaine (municipio) dans l'État du Nuevo León. C'est aussi le nom du chef-lieu de ce municipio.